# Usted y su ambición
«Usted y su ambición» es la cuarta pista del álbum La cultura de la basura (1987) del grupo chileno Los Prisioneros.
Con un ritmo que recuerda a Rock the Casbah de The Clash. 

## Canción
Habla de la ambición de los empresarios y patrones, así como del hecho de que sus trabajadores deben soportar insatisfacciones y explotaciones para no perder su empleo. Esta es otra de las ideas que conforma la crítica a la «cultura de la basura».
González escribió esta canción pensando en Mario Fonseca, dueño de la disquería Fusión y padre del mánager de Los Prisioneros, Carlos Fonseca, ya que era éste quien administraba las finanzas del grupo.